# كايل إكس واي
كايل إكس واي (بالإنجليزية: Kyle XY)‏ مسلسل درامي تلفزيوني أمريكي تدور أحداثة حول الفتى كايل الذي استيقظ في غابة خارج سياتل كمولود جديد على الحياة لكن بعمر 16 سنة.

## قصة المسلسل
يخرج كايل والذي يلعب دوره الممثل مات دالاس من الغابة وهو عاري تماماً ليجد نفسه في شوارع مدينة سياتل لا يعرف شيء. تقبض الشرطة عليه وتنقله إلى مركز رعاية للشباب.
يبدأ كايل في مراقبة من حوله ليبدأ تعلم أولى معارفه من الطعام والشراب والكلام.
تقوم معالجة اجتماعية وهي نيكول تراجر والتي تلعب دورها الممثلة مارغريت ماكانتير بالإعجاب بهذا الصبي والفضول منه خاصةً أنه لا يملك سرة وتأخذه لمنزلها لتتعرف عليه من قرب.
يستاء أفراد العائلة بالبداية من كايل ولكن مع الوقت يصبح فرد من العائلة ويخصصون له كراج السيارات كغرفة مستقلة له مع حوض استحمام «بانيو» لينام به وذلك لأنه وجد السكينة والنوم فقط في البانيو.
يذهل كايل الجميع بقدراته الخارقة في التعلم والاستيعاب ثم يتم ضمه للمدرسة ليبدأ هناك فصل جديد في تعلم أساسيات الحياة.
يتقرب من صديق «لوري تراجر» والتي تلعب دورها الممثلة أبريل ماتسون وهي الابنة في العائلة التي تبنت كايل، ويصبح كايل وصديق لوري والذي يدعي «ديكلان» أصدقاء مقربين جداً.
يبدأ كايل بحثه عن الأسئلة التي تأرقه:
من هو، من هم أهله، لماذا ليس لديه ذكريات....
ومن هنا تبدأ قصة كايل في البحث عن أجوبة لهذه الأسئلة.
يكتشف كايل أثناء بحثه بمساعدة «توم فوس- نيكولاس لي» الذي كان يرعاه وهو جنين ومساعدة صديقه ديكلان بأنه نتاج تجربة علمية قام بها شركة وأنه مستنسخ من خلايا «أدم بايلن-J. Eddie Peck»، وانه كان في حاضنة اصطناعية لمدة 16 عام وخلال هذه الفترة كانت هناك تجارب دماغية عليه لتخزين كية هائلة من البيانات السرية ومحاولة لرفع قدراته العقلية والجسدية للحدود القصوى.
كان كايل يحمل في الشركة الرقم 781227 ورمزه xy
كانت جيسي فتاة غريبة الأطوار بالنسبة لهم وكانت تزور نيكول باستمرار للعلاج النفسي وبعدها أغرمت بديكلان صديق كايل وبدأت تظهر اهتمامها الشديد به ولم تمضي أيام حتى بدأت تهتم لكايل وبعدها عرف كايل حقيقتها وأنها مستنسخة مثله تماماً، وأن «جيسي-جيمي ألكسندر» والتي تحمل الرمز xx قد تم عمل نفس التجربة عليها بنفس الشركة. وبدآ رحلتهما معا للبحث عن الحقيقة وعن الأسئلة التي تراودهما باستمرار وليس لها إجابة...
توجه كايل وجيسي إلى الطريق المنقوش على خاتم كايل الذي أعطاه إياه آدم بايلين مبتكره وفي وسط الغابة تمكنا من العثور على كوخ قديم مهجور وبعدها توصلا إلى آدم الذي كان يظن كايل أنه قتل كان في غيبوبة استطاع كايل بمساعدة جيسي من التواصل معه وأخيرا قال:...كايل توقف لقد خانتك...
هربت جيسي باتجاه الغابة وهي تبكي سألها كايل عن السبب لماذا خانته لماذا نقلت المعلومات من رأسه لكنها أجابته بأنها لم تستطع منع نفسها وقالت لم يكن يجدر بك أن تثق بي.....
و رمت نفسها من أعلى الشلال...............

## حلقات المسلسل
المسلسل مؤلف من 3 مواسم وهي:
- الموسم الأول: من 10 حلقات بدأ عرضه في 26/6/2006 م
- الموسم الثاني: من 23 حلقة بدأ عرضه في 11/6/2007 م
- الموسم الثالث: من 10 حلقات بدأ عرضه في 12/1/2009 م

اما عن الموسم الرابع من المسلسل فقد كان من المقرر ان تقوم شركة abc وعرضه ولكن بعد هذا قامت الشركة بإلغائه تاركة كل من معجبين المسلسل ومشاهديه يتسائلون عن نهاية هذا المسلسل فقد كانت نهايته مليئة بالتساؤلات التي لا يوجد لها اجابة
وقد قام معجبي هذا المسلسل بالكثير من المحاولات لجعل لقناة تعيد إنتاج الموسم الرابع ولكن بلا أي فائدة

## روابط خارجية
- كايل إكس واي على موقع IMDb (الإنجليزية)
- كايل إكس واي على موقع ميتاكريتيك (الإنجليزية)
- كايل إكس واي على موقع كينوبويسك (الروسية)
- كايل إكس واي على موقع ألو سيني (الفرنسية)
- كايل إكس واي على موقع قاعدة بيانات الفيلم (الإنجليزية)